# جوزيبي كالدارولا
جوزيبي كالدارولا (9 أبريل 1946 - 21 سبتمبر 2020)، هو صحفي وسياسي إيطالي، مؤسس مجلة Rinascita(بالإنجليزية).

## من مؤلفاته
- الثورة الاشتراكية: أفكار ومقترحات لتغيير إيطاليا (2017).